# Labuhan Jaya (Mesuji Makmur)
Labuhan Jaya is een bestuurslaag in het regentschap Ogan Komering Ilir van de provincie Zuid-Sumatra, Indonesië. Labuhan Jaya telt 1840 inwoners (volkstelling 2010).